# Mount Siple
Mount Siple är ett berg i Antarktis. Det ligger i Västantarktis. Inget land gör anspråk på området. Toppen på Mount Siple är 3 110 meter över havet.
Terrängen runt Mount Siple är huvudsakligen bergig, men den allra närmaste omgivningen är kuperad. Mount Siple är den högsta punkten i trakten. Trakten är obefolkad. Det finns inga samhällen i närheten.